# José Antonio Lecaros Alcalde
José Antonio Lecaros Alcalde (Santiago, agosto de 1798-ibídem, 18 de junio de 1877) fue un político y militar chileno. Se casó en 1824, con Rosa Valdés Larrea, con quien tuvo descendencia.
Ingresó a la Escuela Militar en 1812, llegando al rango de teniente del Regimiento de Caballería de Borbón en Melipilla. Era propietario del fundo Esmeralda y de una residencia en Santiago, en calle Agustinas entre Teatinos y El Peumo (actual Amunátegui).
Durante la Guerra Civil de 1830, estuvo del lado pelucón, para luego ser nombrado secretario de la Intendencia de Santiago. En 1834 se marchó a vivir al fundo familiar en Melipilla.
Militante del Partido Conservador, fue elegido senador por Colchagua para el periodo 1843-1855. Perteneciendo en este lapso a la Comisión permanente de Educación y Beneficencia.
Posteriormente se dedicó a los negocios. Durante la administración de José Joaquín Pérez Mascayano, fue asesor de Negocios Exteriores del Ministerio de Hacienda (1864-1866).